# Burlington (Connecticut)
Pour les articles homonymes, voir Burlington.
Burlington est une ville située dans le comté de Hartford, dans l'État du Connecticut (États-Unis). Selon le recensement de 2010, Burlington avait une population totale de 9 301 habitants.

## Géographie
Selon le Bureau du Recensement des États-Unis, la superficie de la ville est de 30,41 milles carrés (78,76 km2), dont 29,74 milles carrés (77,03 km2) de terres et 0,67 milles carrés (1,74 km2) de plans d'eau, soit 2,21 %.

## Histoire
Burlington devient une municipalité en 1806. Elle est ainsi nommée par l'Assemblée générale du Connecticut en l'honneur de Richard Boyle (3e comte de Burlington).

## Démographie
D'après le recensement de 2000, il y avait 8 190 habitants, 2 840 ménages, et 2 416 familles dans la ville. La densité de population était de 106,1 hab/km2. Il y avait 2 901 maisons avec une densité de 37,6 maisons/km2. La décomposition ethnique de la population était : 97,44 % blancs ; 0,59 % noirs ; 0,05 % amérindiens ; 1,73 % asiatiques ; 0,06 % natifs des îles du Pacifique ; 0,23 % des autres races ; 0,90 % de deux ou plus races. 1,34 % de la population était hispanique ou Latino de n'importe quelle race.
Il y avait 2 840 ménages, dont 42,7 % avaient des enfants de moins de 18 ans, 75,9 % étaient des couples mariés, 6,6 % avaient une femme qui était parent isolé, et 14,9 % étaient des ménages non-familiaux. 11,2 % des ménages étaient constitués de personnes seules et 3,0 % de personnes seules de 65 ans ou plus. Le ménage moyen comportait 2,88 personnes et la famille moyenne avait 3,12 personnes.
Dans la ville la pyramide des âges était 28,2 % en dessous de 18 ans, 4,9 % de 18 à 24, 31,5 % de 25 à 44, 28,0 % de 45 à 64, et 7,3 % qui avaient 65 ans ou plus. L'âge médian était 38 ans. Pour 100 femmes, il y avait 100,7 hommes. Pour 100 femmes de 18 ans ou plus, il y avait 97,3 hommes.
Le revenu médian par ménage de la ville était 82 711 dollars US, et le revenu médian par famille était $87 801. Les hommes avaient un revenu médian de $54 730 contre $43 429 pour les femmes. Le revenu par habitant de la ville était $36 173. 1,1 % des habitants et 0,5 % des familles vivaient sous le seuil de pauvreté. 0,9 % des personnes de moins de 18 ans et 1,9 % des personnes de plus de 65 ans vivaient sous le seuil de pauvreté.
| 1820  | 1850  | 1860  | 1870  | 1880  | 1890  |
| ----- | ----- | ----- | ----- | ----- | ----- |
| 1 360 | 1 161 | 1 031 | 1 319 | 1 224 | 1 302 |

| 1900  | 1910  | 1920  | 1930  | 1940  | 1950  |
| ----- | ----- | ----- | ----- | ----- | ----- |
| 1 218 | 1 319 | 1 109 | 1 082 | 1 246 | 1 846 |

| 1960  | 1970  | 1980  | 1990  | 2000  | 2010  |
| ----- | ----- | ----- | ----- | ----- | ----- |
| 2 790 | 4 070 | 5 660 | 7 026 | 8 190 | 9 301 |